# تشارلز بيرسي
تشارلز بيرسي (بالإنجليزية: Charles Percy)‏ هو سياسي بريطاني (وحمل سابقاً جنسية المملكة المتحدة لبريطانيا العظمى وأيرلندا)، ولد في 1851، وتوفي في 10 سبتمبر 1929. حزبياً، نشط في حزب المحافظين. في الانتخابات العمومية البريطانية 1918 ‏، انتخب عضو برلمان المملكة المتحدة الـ31 عن دائرة تاينموث (14 ديسمبر 1918 – 26 أكتوبر 1922).